# Balaramwapur
Balaramwapur (nep. बलरामपुर) – gaun wikas samiti w zachodniej części Nepalu w strefie Lumbini w dystrykcie Kapilvastu. Według nepalskiego spisu powszechnego z 2001 roku liczył on 569 gospodarstw domowych i 3885 mieszkańców (1848 kobiet i 2037 mężczyzn).